# VA Tech Elin EBG
Die VA Tech Elin EBG ging aus den 1892 gegründeten F. Pichler Werken in Weiz hervor und existierte seit 1908 als ELIN Aktiengesellschaft für elektrische Industrie, seit 1959 als ELIN-UNION AG für elektrische Industrie und ist seit 1997 die Infrastruktursparte des österreichischen Technologieunternehmens VA Tech. Mit dessen Übernahme durch Siemens im Jahr 2005 ist es nun Bestandteil des Siemens-Konzerns, wobei die Sparte für Wasserkraftwerksbau, die VA Tech Hydro, aus kartellrechtlichen Gründen ausgegliedert werden musste und im Juni 2006 an die österreichische Andritz AG verkauft wurde.

## Geschichte

### Bis 1918
Im Jahre 1892 gründete der damals 26-jährige Ingenieur Franz Pichler im steirischen Weiz die F. Pichler Werke. Erzeugt wurden elektrische Maschinen, darunter auch bereits Dynamos für die Vernickelung und Gleichstrom-Nebenschlussdynamos in der ersten Werkstätte in der Birkfelderstraße.
1897 wurde das Unternehmen nach dem durch Eigenkapitalmangel erforderlich gewesenen Eintritts von Ing. Cornel Masal in „Weizer Elektrizitätswerke Franz Pichler & Co“ umbenannt. Eine erste große Fabrikshalle im Ausmaß von 350 m² konnte errichtet werden. Der im aufstrebenden Technologiezweig Elektrizität tätige Betrieb expandierte und eröffnete erste Außenbüros und -posten.
Der Konkurrenzkampf mit den damals schon großen Konzernen Siemens und AEG ließ die finanzielle Stärkung durch die Einlage des Ingenieurs Masals schon bald verblassen. Im Jahr 1900 trat daher die Wiener „Gesellschaft für elektrische Industrie“ als stiller Gesellschafter in das Unternehmen ein. Durch die neue Verbindung entstanden Verkaufsbüros in Wien und der weitere Ausbau der Fabrik in Weiz wurde vorangetrieben. Neue Maschinen und Werkzeuge wurden angeschafft, und in den Jahren darauf konnten einige Neuentwicklungen zustande kommen, wie zum Beispiel 800 kW-Generatoren, mehrpolige Gleichstrommaschinen und das Kühlrippenpatent.
Im Jahr 1908 entschloss sich Pichler zur Umwandlung des Unternehmens in eine Aktiengesellschaft, um mehr Eigenkapital zu beschaffen. Das Unternehmen hieß fortan „ELIN Aktiengesellschaft für elektrische Industrie“ und bot vom elektrischen Maschinen- und Schaltgerätebau bis zur Antriebss- und Schweißtechnik bereits ein breites Leistungsspektrum auf.
Während des Ersten Weltkriegs ging der Verkauf an Privatkunden deutlich zurück, während Rüstungsaufträge immer häufiger eintrafen. Das Unternehmen stellte Geschosse, Motoren und Transformatoren für die k.u.k. Armee her und erhielt einen Geheimauftrag zur Herstellung elektrischer Einrichtungen von U-Booten. Zu dieser Zeit erfolgte auch der Bahnanschluss der Fabrik, was den bis dahin mühseligen Transport zum Bahnhof ersetzte.

### 1918 bis 1938
Nachdem Franz Pichler im August 1919 einem Herzinfarkt erlegen war, wurde Ingenieur Emanuel Rosenberg, der unter anderem durch die Erfindung der Querfeld-Schweißmaschine bekannt wurde, sein Nachfolger.
Nach der Weltwirtschaftskrise in den Jahren nach 1929, die dem Unternehmen große Absatzprobleme bescherte, wurde nach mehreren Akquisitionen die Erzeugung von Elektroherden ins Sortiment aufgenommen. Auch ein Kurzschlussläufer, der unter dem Namen „Robax-Motor“ bekannt wurde, wurde entwickelt.

### 1938 bis 1945
Im Zuge der Arisierung durch die Nationalsozialisten nach dem Anschluss ans Deutsche Reich wurden die Weizer und die Wiener Direktion vollständig umbesetzt. Die ELIN wurde zudem mit der rheinländischen Schorch-Werke AG verschmolzen, wodurch sich Änderungen in der Organisation und in der Fabrikation ergaben, die sich negativ auf das Unternehmen auswirkten. Mit dem Beginn des Zweiten Weltkriegs stellten sich große Rüstungsaufträge für U-Boot-Ausrüstungen, Motoren, Transformatoren und Schweißumformer für die Kriegsmarine und das Heer ein.

### Seit 1945
Im besetzten Nachkriegsösterreich transportierte die Sowjetische Militäradministration fast alle Maschinen und Werkzeuge ab. Die beschädigten Betriebsgebäude wurden unter dem Ingenieur Karl Widdmann, der die Leitung der Fabrik übernahm, wiederaufgebaut. Im Jahr 1946 wurde die ELIN verstaatlicht, womit die Fabriken in Penzing, Ottakring und Weiz in das Eigentum der Republik Österreich übergingen. Die restlichen Fabrikationsstätten führten bis zu ihrer Rückgabe 1955 als USIA-Betriebe eine Art Eigenleben unter der russischen Verwaltung. Nach einer Neuorganisation und durch die Beschaffung von Auslandskrediten war die ELIN jedoch bald wieder in der Lage, bedeutende Großprojekte auszuführen. So konnte zum Beispiel das Kraftwerksprojekt Glockner-Kaprun, an dessen Errichtung die ELIN einen großen Anteil hatte, vollzogen werden.
Im Zuge der branchenmäßigen Zusammenfassung verstaatlichter Betriebe wurde im Jahr 1959 die AEG-Union mit der ELIN unter dem Namen „ELIN-UNION AG für elektrische Industrie“ fusioniert. Es folgten eine Straffung und ein weiterer Ausbau der Produktionsstätten des Konzerns sowie der Neubau eines zentralen Verwaltungsgebäudes in Penzing. Die billig produzierende Konkurrenz bedeutete für das Unternehmen, dass noch knapper kalkuliert werden musste, um genügend Mittel für Neuanschaffungen frei zu haben, was auch auf Kosten der Mitarbeiterlöhne ging. Die Auslastung der Produktionsstätten nahm ab, da Großkunden weniger investierten. Weitere Umstrukturierungen im Produktionsbereich waren nötig.
In den Jahren 1967 und 1971 wurden Verträge mit dem Siemens-Konzern abgeschlossen, die neben einer Aufteilung des Erzeugungsprogrammes auch eine gegenseitige Belieferung und den Zugang zu Lizenzen vorsahen. ELIN startete ein großes Sanierungsprogramm, das die Zusammenlegung der Wiener Betriebsstätten in das Werk Wien-Floridsdorf sowie den Ausbau der Fabrik Weiz vorsah. Gleichzeitig wurden unrentable Produktionszweige geschlossen, wodurch sich ELIN zum größten österreichischen Unternehmen auf dem Starkstromsektor entwickelte und auf fast allen Gebieten der Elektrotechnik und Elektronik tätig war.
Die Ölkrise Anfang der 1980er Jahre führte zu einem weltweiten Konjunktureinbruch, was in der verstaatlichten Industrie durch starke Auftragsrückgänge bemerkbar wurde. Der enorme Konkurrenzdruck, der Verlust von Marktanteilen, steigende Kosten bei sinkenden Erträgen und die geringe Investitionstätigkeit der österreichischen Wirtschaft zwangen zu einer Neuordnung der „ELIN-UNION AG“ 1989. Das Unternehmen wurde in die „Elin Energieversorgung Ges.m.b.H.“ (EEV) und die „Elin Energieanwendung Ges.m.b.H.“ (EEA) aufgeteilt. Eine „Service Ges.m.b.H.“ wurde ebenfalls gegründet. 1997 wurde das Unternehmen gemeinsam mit der oberösterreichischen Elektro Bau AG von der VA Tech zur „VA Tech Elin EBG“ zusammengeführt.
Die nunmehrige Infrastrukturdivision der VA Tech wurde gemeinsam mit dem restlichen VA-Tech-Konzern im Jahr 2005 von der Siemens AG übernommen; 2006 wurde die VA Tech Hydro gespalten: Der Wasserkraftwerksbau und die Generatoren-Fertigung wurde aus kartellrechtlichen Gründen im Februar 2006 vom Siemens an die Andritz AG weiterverkauft. Die Sparte „Combined Cycle“ der VA Tech Hydro wurde in die neu gegründete Siemens Power Generation Anlagentechnik GmbH in der Linzerstrasse (Wien-Penzing) eingebracht. Die Elektronik-Sparte (Frequenzumrichter) wurde von Siemens verkauft und gehört heute zum Joint Venture STI (Schneider Electric / Toshiba Inverters).

## Ehemalige Vorstände
- Jürgen Wild (* 1961), Vorsitzender des Vorstandes (2004/05)